# Midtholmen
Midtholmen ist eine Insel im Byfjord in der norwegischen Provinz Rogaland. Sie gehört zum Stadtteil Hundvåg der Stadt Stavanger. Die Insel verfügt an ihrer Nordspitze über Bebauung und ist zumindest temporär bewohnt.

## Geographie
Nordwestlich liegt die deutlich größere bewohnte Insel Ormøy, deren Hafen nur etwa 100 Meter entfernt ist. Zwischen den beiden Inseln liegt Ormøyholmen. Weitere kleine Inseln in unmittelbarer Umgebung sind Rundeholmen im Norden und Kuppholmen im Südosten.
Midtholmen erstreckt sich in West-Ost-Richtung über etwa 230 Meter, bei einer Breite von bis zu 200 Metern. Der östlichste Teil der Insel ist über einen Isthmus von etwa 40 Meter Breite zu erreichen. Die Insel erreicht eine Höhe von bis zu 16 Metern. Der nördliche Teil der felsigen und in Teilen kargen Insel ist bewaldet.

## Bebauung
An der Nordspitze befindet sich ein ehemaliger Bauernhof mitsamt Anlegestelle. Der Bauernhof befindet sich im Eigentum der Gemeinde Stavanger und wird von den Seepfadpfindern betrieben. Er kann für Gruppen mit bis zu 35 Personen gemietet werden. Außerdem bestehen Zeltmöglichkeiten.

## Geschichte
Bis 1909 gehörte Midtholmen zum Bauernhof auf Langøy und wurde dann an die in Dusavik lebende Familie Martin Knudsen, der seinen Namen in Midtholm änderte und Else Olava mit sieben Kindern verkauft. Zwei weitere Kinder wurden erst auf Midtholmen geboren. Das Bauernhaus war 1901/02 zunächst in Dusavik errichtet worden und wurde 1909 dann nach Midtholmen umgesetzt. Vollständig bewohnt war es ab 1911/1912. Ein weiteres Gebäude des Hofs stammt ebenfalls von Dusavik und war dort bereits 1760 errichtet worden. Außerdem entstand auf dem Hof auch ein Hühnerstall sowie ein Bootshaus. Auf Midtholmen wurden drei Brunnen gegraben, wobei diese zum Teil nur Brackwasser brachten, das nur eingeschränkt nutzbar war. In heißen Sommern konnte es passieren, dass alle Brunnen kein Wasser mehr gaben. Wasser musste dann per Boot in Fässern von Sølyst geholt werden.
Es wurden fünf bis sechs Schafe und 600 Hühner gehalten sowie Eier, Blumen und Beeren auf dem Markt verkauft. Außerdem wurde Fischerei betrieben. Der Familienvater Martin Midtholmen war zuvor lange als Seemann tätig. Nach fernen Seereisen arbeitete er dann auf Küstenfrachtern. Das als Frachtschiff eingesetzte Segelschiff Lykkens prøve mit 56,5 Bruttoregistertonnen gehörte Martin Midtholm gemeinsam mit einem Bauern Gabriel Byberg aus Tasta. Es wurde jedoch bereits 1909 verkauft.
Zum Hof gehörten auch die benachbarten Inseln Rundeholmen und Kuppholmen, die als Weiden genutzt wurden. Auf Rundeholmen befand sich auch ein weiterer Hühnerstall für die 600 Hühner. Midtholmen war an das Stromnetz angeschlossen. Eine Telefon- und Fährverbindung gab es jedoch nicht. Die schwierige Erreichbarkeit und Einsamkeit machte der Familie zu schaffen.
Auf dem höchsten Punkt der Insel wurde ein Stein in Form einer Haifischflosse errichtet, der jedoch nicht mehr vorhanden ist. Ein ein altes Ehepaar darstellende Steinskulptur wurde im Bereich des Bauernhofs aufgestellt. Sie ist, etwas beschädigt, noch vorhanden.
Martin Midtholm verstarb 1953. Die Familie lebte hier bis 1957 und nutzte die Insel dann als Ferienhaus. 1985 wurde die Gemeinde Stavanger Eigentümer der Inseln. Die Gebäude verfielen dann und wurden Opfer von Vandalismus. Im Herbst 1997 pachteten die Seepfadfinder das Anwesen und begannen mit der Sanierung. 2001 entstand ein neues Nebengebäude, dessen Gestaltung an das zuvor bestehende aber abgerissene Nebengebäude angepasst wurde. Der Hühnerstall des Hofs wurde im Jahr 2006 saniert.